# Johann Adolph Hasse
Johann Adolph Hasse (Bergedorf, 25 de març de 1699 – Venècia, 16 de desembre de 1783) fou un compositor alemany.

## Biografia
Johann Adolf Hasse va néixer a Bergedorf, a prop d'Hamburg i rebé la seva primera formació musical del seu pare. Amb una bona veu de tenor escollí dedicar-se al cant i s'uní a un grup operístic dirigit per Reinhard Keiser, en el qual Georg Friedrich Händel havia treballat de segon violí alguns anys abans. El seu èxit el dugué a un contracte al teatre de la cort del duc de Brunswick-Lüneburg, on inicià també la seva carrera com a compositor. El 1723 estrenà la seva primera òpera, Antigonus. L'èxit de l'òpera permeté que el duc enviés Hasse a Itàlia per completar els seus estudis, de manera que el 1724 arriba a Nàpols i es feu deixeble de Niccola Antonio Porpora, amb qui, nogensmenys, tingué forts desacords. En canvi, aconseguí guanyar-se l'amistat d'Alessandro Scarlatti, gràcies al qual obtingué el seu primer encàrrec a Itàlia; una serenata per a dues veus, que fou cantada per dos dels millors cantants del moment, Farinelli i Signora Tesi.
A partir d'aquest moment Hasse es feu molt popular i la seva òpera Sesostrato, escrita per a l'òpera reial de Nàpols el 1726, confirmà la seva fama al país. El 1727, a Venècia, conegué la famosa cantant Faustina Bordoni amb qui es casaria l'any 1730. Posteriorment la parella es traslladà a Dresden gràcies a una oferta de l'elector de Saxònia August II per a fer-se càrrec de l'orquestra de la cort. A Dresden la parella romangué dos anys i després Hasse viatjà a Itàlia i el 1733 també a Londres, on el grup aristòcrata enfrontat al rei intentà que s'hi quedés i esdevenir el rival de Handel; nogensmenys, Hasse rebutjà i es limità a representar-hi l'òpera Artaserse.
Mentrestant, Faustina havia romàs a Dresden i l'elector se l'havia fet la seva favorita, sense permetre que el seu marit la visités gaire sovint. El 1739, després de la mort d'August II, Hasse s'instal·là de forma permanent a Dresden on ensems que componia donava lliçons de cant, tenint entre els seus alumnes a Franz Ignaz Kaa, Na Benedetta Emilia Agricola i el 1763 ell i Faustina Bordoni es retiraren del servei a la cort. Uns anys després, però, es traslladà amb la família a Viena, on encara compongué diverses òperes. Finalment la parella s'instal·là a Venècia.

## Obra
Entre les seves composicions es troben una seixantena d'òperes, moltes amb llibrets de Metastasio, i nombrosos oratoris, cantates, misses, un Rèquiem i una gran varietat de música instrumental. Durant el setge de Dresden pels prussians el 1760 es perderen la major part de les seves partitures manuscrites. En l'obra de Hasse cal destacar la facilitat i l'elegància de les línies melòdiques, una característica que el feu molt popular.

### Òperes
- Antioco (1721)
- Sesostrate (1726)
- L'Astarto (1726)
- Gerone, tiranno di Siracusa (1727)
- Attalo, re di Bitinia (1728)
- L'Ulderica (1729)
- Tigrane (1729)
- Ezio (1730)
- Artaserse (1730)  Se del fiume, d'Artaserse (1730-1734) (?·pàg.)
- Dalisa (1730)
- Arminio (1730)
- Cleofide (1731) (revisada amb el nom Alessandro nell'Indie)
- Catone in utica (1731)
- Demetrio (1732)
- Cajo Fabrizio (1732)
- Euristeo (1732)
- Siroe, re di Persia (1733)
- Tito Vespasiano (1735)
- Senocrita (1737)
- Atalanta (1737)
- Asteria (1737)
- Irene (1737)
- Alfonso (1738)
- Viriate (1739)
- Numa (1741)
- Lucio Papirio (1742)
- L'asilo d'amore (1742)
- Didone abbandonata (1742)
- Issipile (1742)
- Antigono (1743)
- Ipermestra (1744)
- Semiramide riconosciuta (1744)
- La spartana generosa (1747)
- Leucippo (1747)
- Demofoonte (1748)
- Il Natale di Giove (1749)
- Attilio Regolo (1750)
- Ciro riconosciuto (1751)
- Adriano in Siria (1752)
- Solimano (1753)
- L'eroe cinese (1753): el compositor italià Ranieri Checchi pocs anys més tard va escriure una òpera amb el mateix títol.[2]
- Artemisia (1754)
- Il re pastore (1755)
- L'Olimpiade (1756)
- Nitteti (1758)
- Il sogno di Scipione (1758)
- Achille in Sciro (1759)
- Alcide al bivio (1760)
- Zenobia (1761)
- Il trionfo di Clelia (1762)
- Egeria (1764)
- Romolo ed Ersilia (1765)
- Partenope (1767)
- Piramo e Tisbe (1768)
- Ruggiero (1771)

### Intermezzi
- Larinda e Vanesio (1726) (per l'Astarto)
- Porsugnacco e Grilletta (1727) (per Gerone, tiranno di Siracusa)
- Pantalone e Carlotta (1728) (per Attalo, re di Bitinia)
- La contadina (1728) (per Clitarco)
- La fantesca (1729) (per l'Ulderica)
- La serva scaltra (1729) (per Tigrane)
- Il tutore (1730) (per Ezio)
- Rimario e Grilantea (1730)
- Pimpinella e Marcantonio (per Numa) (1741)
- Il bevitore (1747)
- Il baron cespuglio (1747)
- La donna accorta (1751)